# Марьяновка (Лысянский район)
Марья́новка (укр. Мар'янівка) — посёлок в Лысянском районе Черкасской области Украины.

## История
В июле 1995 года Кабинет министров Украины утвердил решение о приватизации находившегося здесь совхоза.
Население по переписи 2001 года составляло 433 человека.

## Местный совет
19344, Черкасская обл., Лысянский р-н, пос. Марьяновка